# La Montée au ciel
Pour plus de détails, voir Fiche technique et Distribution.
La Montée au ciel (en espagnol : Subida al cielo) est un film mexicain réalisé par Luis Buñuel, sorti en 1952.

## Synopsis
Oliverio (Esteban Márquez) et Albina (Carmelita González) sont en voyage de noces. Le jeune marié apprend que sa mère est mourante et qu'elle lui a demandé d'aller faire enregistrer son testament à la ville. Tandis que les frères d'Oliverio attendent le décès de leur mère pour percevoir l'héritage, le jeune homme se rend en ville en autocar. Pendant son voyage, il va rencontrer une jeune fille.

## Fiche technique
- Titre original : Subida al cielo
- Titre français : La Montée au ciel
- Réalisation : Luis Buñuel
- Scénario : Luis Buñuel, Manuel Altolaguirre
- Directeur de la photographie : Alex Phillips
- Ingénieur du son : Jesús González Gancy
- Musique : Gustavo Pittaluga
- Montage : Rafael Portillo (en)
- Assistant réalisateur : Jorge López Portillo
- Production : Fidel Pizarro, Manuel Altolaguirre, María Luisa Gómez Mena
- Langue : Espagnol
- Format : 1,37:1 - Noir et blanc - Son Mono
- Durée : 85 minutes

## Distribution
- Lilia Prado : Raquel
- Carmelita González : Albina
- Esteban Márquez : Oliverio Grajales
- Luis Aceves Castañeda : Silvestre
- Manuel Donde : Eladio Gonzales
- Roberto Cobo : Juan
- Beatriz Ramos : Elisa
- Manolo Noriega
- Roberto Meyer : Don Nemesio Alvarez y Villalbazo
- Pedro Elviro (Pitouto)
- Pedro Ibarra
- Leonor Gómez : Doña Linda
- Chel López
- Paz Villegas de Orellana
- Silvia Castro
- Paula Rendón
- Víctor Pérez
- Gilberto González
- Jorge Martínez de Hoyos : le guide touristique

## Distinctions
Le film a été présenté en sélection officielle en compétition au Festival de Cannes 1952.